# نقش دومة الجندل
نقش دومة الجندل (يرمز له DaJ144PAr1) هو نقش مسيحي عربي مكتوب بالخط العربي القديم اكتشف في دومة الجندل بالسعودية. النقش مكتوب في منتصف يسار حجر رملي فوق نقش عربي نبطي. تحتوي الصخرة أيضا على رسومات لأربعة لأربع نوق وجمل ووعل. نُشر لأول مرة في عام 2017 مع سبعة عشر نقش عربي نبطي.

## تاريخه
يرجع تاريخ هذا النقش إلى عام 548/549 ميلادي وفق التقويم الغريغوري (على الرغم من أن التاريخ مذكور في النقش على أنه 443 وفقًا لتقويم بوسطران الذي يتوافق عامه الأول مع عام إنشاء مقاطعة رومانية وهي البتراء العربية)، مما يجعله أول نقش عربي قديم من شمال غرب شبه الجزيرة العربية يمكن تأريخه بدقة إلى القرن السادس.

## السمات المسيحية
كما هو الحال مع النقوش المسيحية العربية القديمة الأخرى، فإن اللقب الإلهي ʾl-ʾlh ، وهو تعبير مسيحي آنذاك، يستخدم للإشارة إلى الله. ربما استمر المسيحيون في استخدام هذا الشكل غير المختصر كتشابه للتعبير اليوناني ho theos، وهو نفس الكلمة العبرية ʾĕlōhîm في الترجمة السبعينية  يحتوي النقش على صليب منقوش مثل بعض نقوش الحمى العربية القديمة. كما أنه يستخدم صيغة ذكر الله هناك نقشان آخران باللغة العربية القديمة يستخدمان هذه الصيغة، وهما نقش زبد ونقش يزيد.

## التسميات
- دُمَةُ الْجَنْدَلَ
- DaJ144 هو موقع التنقيب في دومة الجندل حيث تم العثور على النقش
- PAr = اللغة العربية القديمة